# Nolina lindheimeriana
Nolina lindheimeriana är en sparrisväxtart som först beskrevs av Scheele, och fick sitt nu gällande namn av Sereno Watson. Nolina lindheimeriana ingår i släktet Nolina och familjen sparrisväxter. Inga underarter finns listade i Catalogue of Life.

## Bildgalleri

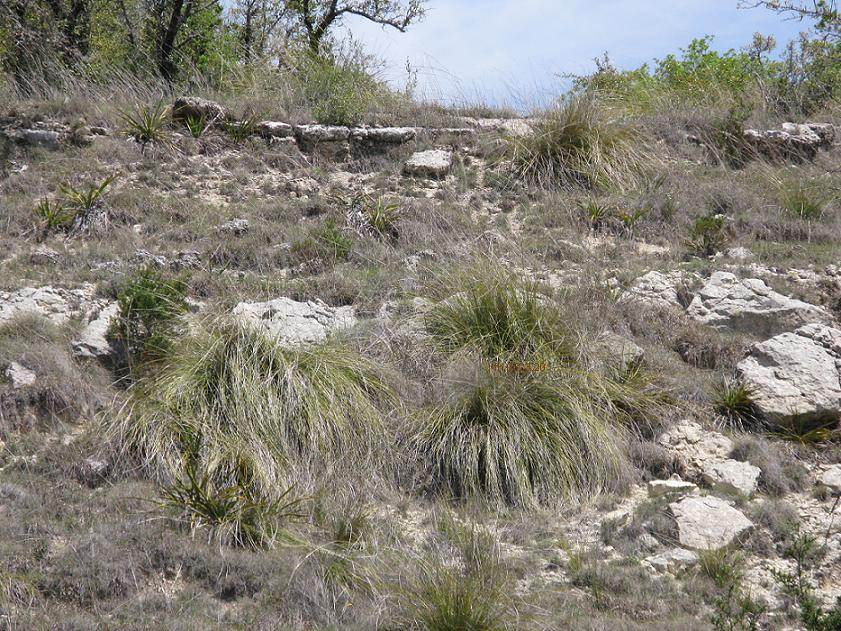
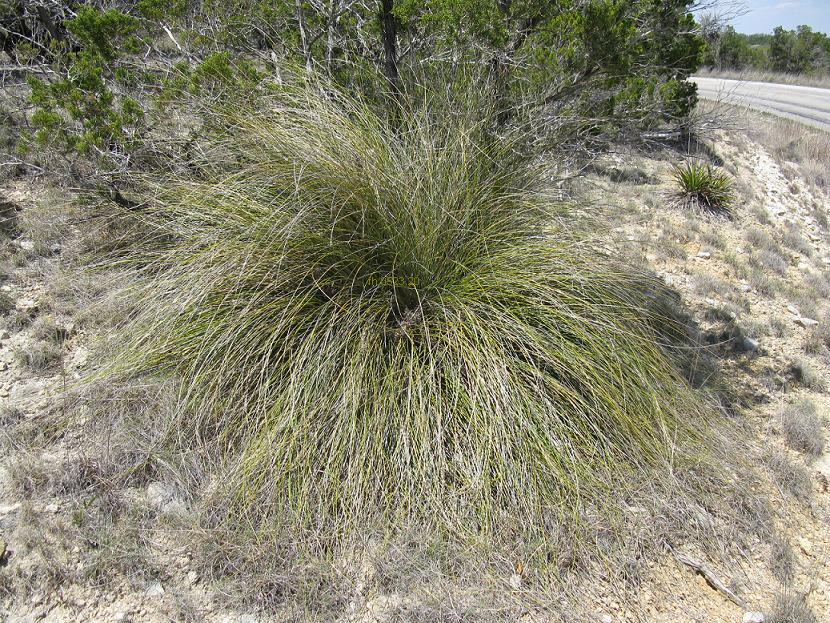
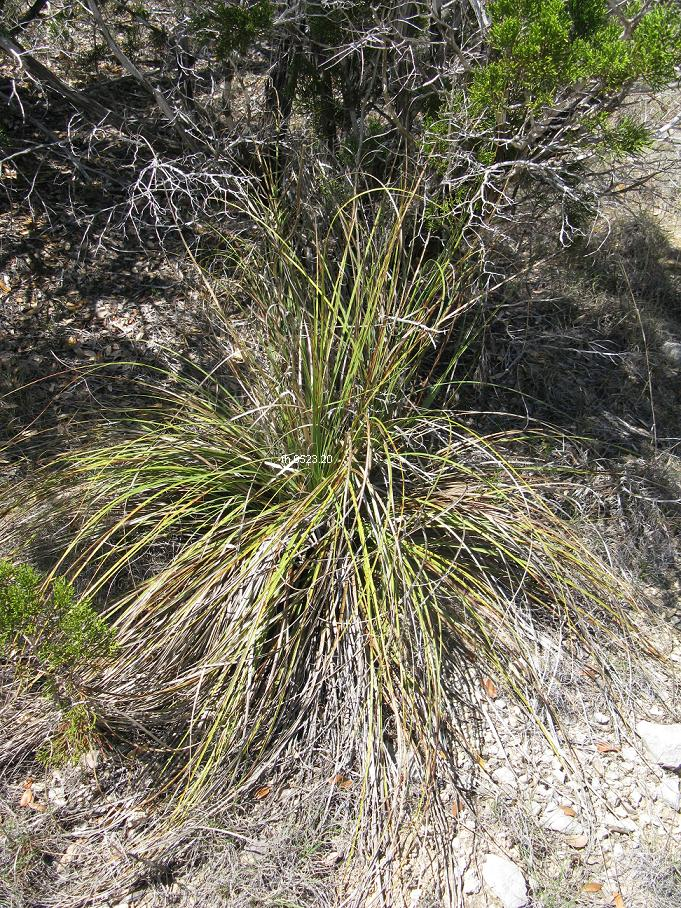
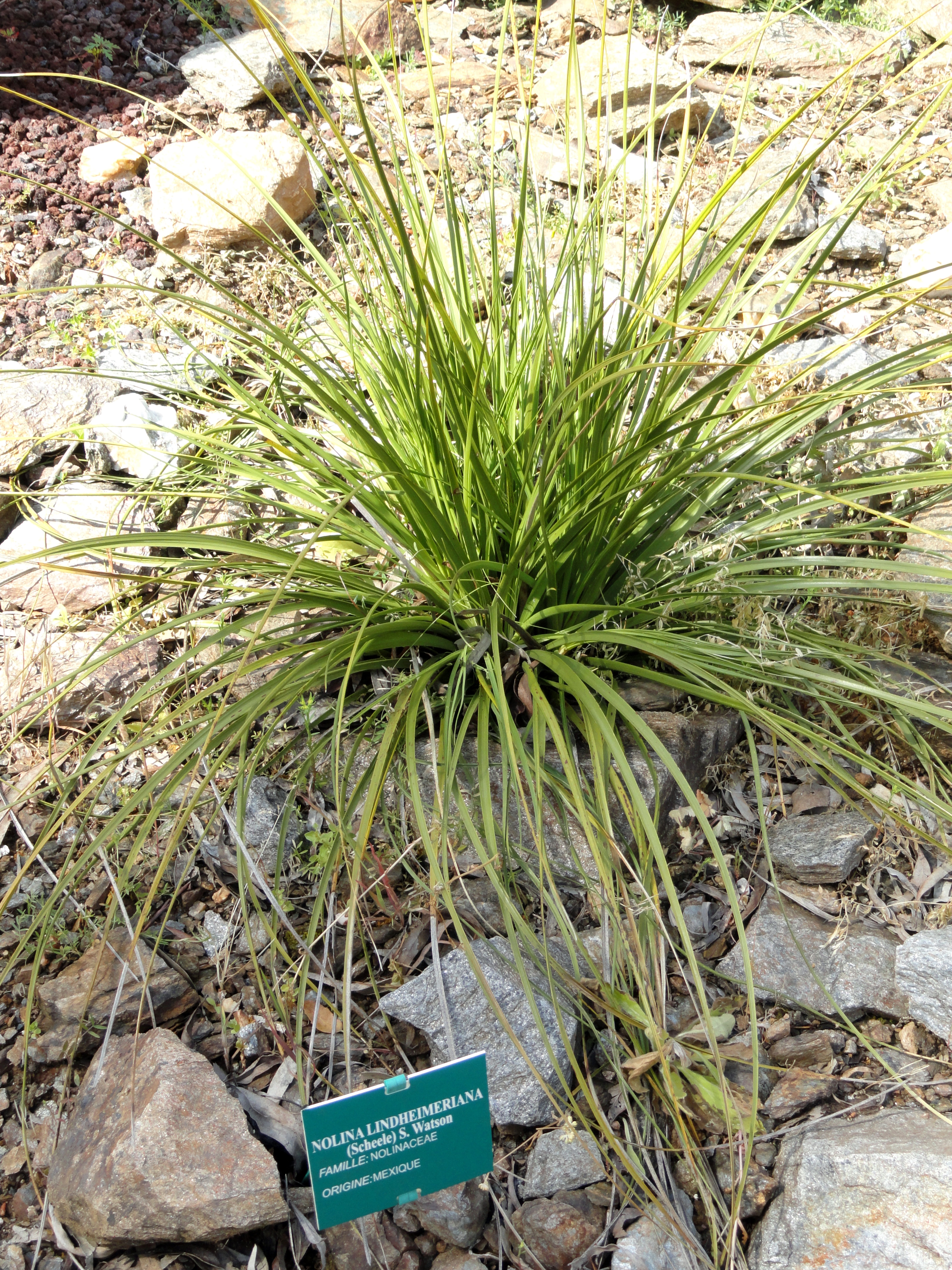